# Szongvon
Szongvon (hangul: 송원군, Szongvon-kun, handzsa: 松源郡, RR: Songwŏn-kun, ’fenyves forrás’) megye Észak-Koreában, Csagang (Chagang) tartományban.
1952-ben vált le Cshoszan (Ch'osan) megyéről.

## Földrajza
Északkeletről Csoncshon (Chŏnch'ŏn), északról Kophung (Kop'ung), északnyugatról Usi (Usi), délnyugatról Észak-Phjongan (P'yŏngan) tartomány Tongcshang (Tongch'ang) és Unszan (Unsan) megyéi, délről Csagang (Chagang) tartomány Hicshon (Hŭich'ŏn) városa, délkeletről pedig Tongsin (Tongsin) megyéje határolja.
Legmagasabb pontja a 1741 méter magas Koamszan (고암산; 古岩山, Koamsan).

## Közigazgatása
1 községből (up (ŭp)) és 12 faluból (ri (ri)) áll:
| - Szongvon-up (송원읍; 松源邑, Songwŏn-ŭp) - Szonggvan-ri (송관리; 松館里, Songgwan-ri) - Szongcshon-ri (송천리; 松泉里, Songch'ŏn-ri) - Sinjang-ri (신양리; 新陽里, Sinyang-ri) - Jangdzsi-ri (양지리; 陽地里, Yangji-ri) - Jongang-ri (연강리; 淵江里, Yŏngang-ri) - Vonde-ri (원대리; 元垈里, Wŏndae-ri) | - Volszung-ri (월숭리; 月崇里, Wŏlsung-ri) - Volhjon-ri (월현리; 月峴里, Wŏlhyŏn-ri) - Csoncshang-ri (전창리; 田倉里, Chŏnch'ang-ri) - Cshaphjong-ri (차평리; 車坪里, Ch'ap'yŏng-ri) - Cshangdok-ri (창덕리; 倉㯖里, Ch'angdŏk-ri) - Höjang-ri (회양리; 檜陽里, Hoeyang-ri) |

## Gazdaság
Szongvon (Songwŏn) megye gazdasága élelmiszeriparra, fonóiparra és ruhaiparra épül.

## Oktatás
Szongvon (Songwŏn) megye ismeretlen számú oktatási intézménynek, illetve egy könyvtárnak ad otthont.

## Egészségügy
A megye kb. 20 egészségügyi intézménnyel rendelkezik, köztük saját kórházzal.

## Közlekedés
A megye közutakon Phenjan (P'yŏngyang) és Kanggje (Kanggye) felől közelíthető meg.